# Сельє і Белло Влашим (футбольний клуб)
ФК «Сельє і Белло Влашим» (чеськ. Fotball Club Sellier & Bellot Vlašim) — чеський футбольний клуб з міста Влашім, заснований у 1922 році. Виступає у Другій лізі. Домашні матчі приймає на стадіоні «Колларова уліце», який вміщує 6 тисяч глядачів. Клуб носить ім'я місцевого виробника боєприпасів ‒ Сельє і Белло.

## Титули
- Футбольна ліга Богемії (третій рівень):

- Чемпіони (1): 2008-09